# Torsten Conradi
Torsten Conradi (* 16. März 1956 in Bremen) ist ein deutscher Schiffbauingenieur sowie Regatta- und Tourensegler.

## Leben
Nach einem Schiffbaustudium in Hannover und Hamburg war er fünf Jahre in der Forschung im Bereich Aero- und Hydrodynamik von Yachten tätig. 1986 trat er als dritter Partner der Yachtdesign-Firma Judel/Vrolijk & Co. in Bremerhaven zu den beiden Gründern Rolf Vrolijk und Friedrich Judel als Gesellschafter bei.
Torsten Conradi gehört seit 1998 dem Vorstand des Deutschen Boots- und Schiffbauer-Verbands (DBSV) an, wurde 2000 Vizepräsident und 2008 Präsident des Verbandes. Er hat den Vorsitz im Yachtausschuss des Germanischen Lloyd und ist Mitglied im technischen Beirat.